# Futvork
Futvork (eng. Footwork) je muzički žanr baziran na tehnici uličnog plesa nastaloj u Čikagu tokom devedesetih. Sam ples se sastoji od brzih pokreta nogu sa uvijanjem i okretanjem, a obično se izvodi u formi nadigravanja.
Ne toliko poznat ranije, ovaj muzički stil se probio na svetsku andergraund scenu nakon smrti čikaškog DJ Rashad-a 2014. godine.